# Раббула
Раббу́ла (или Равву́ла, Раву́ла) Эдесский (ок. 350 — 7.08.435/436) — епископ Эдессы в 411/412—435 годы. Участник богословских споров Третьего Вселенского собора.

## Ранние годы
Родился в сирийском городе Киннашрин, в семье язычника и христианки. Согласно сирийскому житию Раббулы, его отец принимал участие жертвоприношениях, организованных императором Юлианом Отступником во время пребывания в Антиохии. Принял христианство под влиянием Евсевия, епископа города Кинешрин, около 400 года. В 411 году стал епископом города Эдессы.

## Деятельность на Эдесской кафедре
Период его епископства обозначен борьбой с богатством церкви, систематизацией правил монашеской жизни, а также развитием переводческой деятельности при школе Персов, находившейся с то время в Эдессе. Какое-то время Раббула преподавал в этой школе.
Раббула — автор трёх коротких трактатов для священников и монахов. Из его 46 Писем сохранились фрагменты, написанные на греческом языке. Большинство писем, дошедших до наших дней, адресовано Кириллу Александрийскому.
Раббула упоминается в сирийской версии жития «Человека Божия», более известного по греческим версиям как Алексий, человек Божий. Согласно сирийскому тексту, во времена епископства Раббулы Человек Божий преставился и после был прославлен.
С периодом его епископства также связана систематизация ряда агиографических текстов сирийского христианства: Учение Аддая, а также, вероятно, мученические акты Шарбиля и Барсамьи.

## Конфликты в контексте Третьего Вселенского (Эфесского) Собора
После Эфесского собора Раббула вступил в затяжной конфликт с ректором Эдесской школы Ивой Эдесским, который признавая осуждение Нестория, был ярым противником осуждения трудов Феодора Мопсуэстийского. Победившая на Эфесском соборе линия Кирилла Александрийского рассматривала Феодора в качестве учителя Нестория и вдохновителя несторианской ереси, поэтому и стремилась к осуждению его трудов, что встречало отчаянное сопротивление местной церковной и интеллектуальной элиты, видевшей в этом наступление на саму Антиохийскую школу богословия.
В период церковного раскола, который начался на Эфесском соборе и закончился Унией 433 г., Раббула поддерживал Кирилла Александрийского, из-за чего оказался в конфронтации с большинством епископов диоцеза «Восток» и их лидером Иоанном, епископом Антиохийским. Впоследствии большинство восточных епископов пошли на примирение с Кириллом.

## Почитание
Святого Раббулы Эдесского нет в актуальных месяцесловах Православной и Римо-католической Церквей. Однако в греческих Минеях IX—XII веков из собрания монастыря святой Екатерины на Синае под 20 декабря имеется память «прп. Равулы Едесского (†436 г.)». Канон для службы ему написан знаменитым византийским гимнографом преподобным Иосифом Песнописцем.

## Исследования
- The Rabbula Corpus, Comprising the Life of Rabbula, His Correspondence, a Homily Delivered in Constantinople, Canons, and Hymns — Robert R. Phenix Jr., Cornelia B. Horn
- Пигулевская Н. В. Культура сирийцев в Средние века. М.: Наука, 1979
- Муравьёв А. В. Раввула // Православная энциклопедия. — Т. 59. — М., 2020. — С. 194—197.
- G. G.  Blum, Rabbula von Edessa (CSCO 300; 1969).
- R.  Doran, Stewards of the poor: The Man of God, Rabbula, and Hiba in fifth-century Edessa (2006), 65-105. (ET of the Life)
- H. J. W.  Drijvers, ‘The Man of God of Edessa, Bishop Rabbula, and the urban poor: Church and society in the fifth century’, JECS 4 (1996), 235-48.
- M.  Gaddis, There is no crime for those who have Christ. Religious violence in the Christian Roman Empire (2005).
- C.  Horn and R.  Phenix, The Rabbula Corpus (forthcoming).
- J. J.  Overbeck, S. Ephraemi Syri, Rabulae episcopi Edesseni, Balaei aliorumque opera selecta (1865; repr. 2007), 157—248. (Syr.)
- K.  Pinggéra, ‘Rabbula von Edessa’, in Syrische Kirchenväter, ed. W. Klein (2004), 57-70.